# Chan Hon Chung
Chan Hon-chung (1909 – 1991) è stato un artista marziale cinese, maestro di Kung Fu dello stile Hung Kuen (Hung Gar), medico ortopedico e esperto di Dit Da, la disciplina tradizionale cinese per la cura dei traumi muscolari, delle ferite, delle contusioni.

## Biografia
Giovanissimo, nel 1928 Chan Hon-chung si formò ed iniziò a mettersi in evidenza presso la Società d'arti marziali di Lam Sai-wing di Hong Kong.
Nel 1936 Chan Hon-chung fu incaricato dal governo cinese di addestrare a Canton guerrieri abili nell'uso della spada, in vista di una possibile guerra con il Giappone.
Nel 1938 tornò definitivamente ad Hong Kong. Nella città fondo l'Hong Chung Gymnasium e, nel 1970 la Hong Kong Chinese Martial Art Association, punto di riferimento per molti esperti di arti marziali. La regina Elisabetta II lo insignì, nel 1973, di una medaglia al merito.
Cheung Yee Keung, a Hong Kong è uno dei suoi allievi più influenti, così come Paolo Cangelosi, in Italia. 

## Genealogia dei maestri di Hung Kuen
Chi Shin-chin
Hung Nei-kung
Lei Wu-tsi ------------------- > Luk Ah-choy
Ti Kiu-san
Ta Mo-chun
Lam Fok-sen
Leon Pou-san
Wong Tai
Wong Kei-ying
Wong Fei-hung
Lam Sai-wing ---------------------> Lam Jo
Chan Hon-chun